# Бертахар
Бертахар (лат. Bertacharus; убит в 525 году) — король тюрингов (ок. 507—525).

## Биография
Бертахар был одним из трёх сыновей короля Бизина и его второй супруги, лангобардки Мении.
После смерти своего отца, скончавшегося около 507 года, Бертахар разделил власть над королевством тюрингов со своими братьями Герменефредом и Бадерихом. Братья совместно правили тюрингами до 525 года, когда Бертахар был убит по повелению Герменефреда. По свидетельству Григория Турского, виновницей вражды братьев была жена Герменефреда Амалаберга, подстрекавшая мужа к установлению им единовластия над тюрингами.
Бертахар был отцом святой Радегунды и сына, имя которого в исторических источниках не сохранилось. После смерти отца они были воспитаны при дворе своего дяди Герменефреда. В 531 году, во время войны тюрингов с франками, дети Бертахара в качестве трофеев попали в плен к Хлотарю I. В 538 году Радегунда вышла замуж за Хлотаря I и стала королевой франков. Однако, после смерти её младшего брата, убитого по приказу её мужа, она приняла постриг и удалилась в Пуатье, где основала женский монастырь (впоследствии аббатство Сен-Круа де Пуатье), в котором и умерла в 587 году.